# Буньковичи
Буньковичи (укр. Буньковичі) — село в Хыровской городской общине Самборского района Львовской области Украины.
Население по переписи 2001 года составляло 566 человек. Занимает площадь 0,93 км². Почтовый индекс — 82065. Телефонный код — 3238.